# Premis Oscar de 2013
Els Premis Oscar de 2013 (en anglès: 86th Academy Awards), organitzat per l'Acadèmia de les Arts i les Ciències Cinematogràfiques, guardonà els millors films del 2013. Tingué lloc el 2 de març de 2014 al Teatre Kodak de Hollywood, California.
La cerimònia fou presentada, per segon cop, per l'actriu Ellen DeGeneres i emesa pel canal ABC.

## Curiositats
Les pel·lícules més nominades de la nit foren American Hustle de David O. Russell i Gravity d'Alfonso Cuarón amb 10 nominacions cadascuna, si bé la primera fou la gran derrotada de la nit a l'acabar sense cap premi i la segona fou la més guardonada amb set premis, entre ells el de millor direcció, banda sonora o fotografia. El premi a millor pel·lícula, però, recaigué en el drama 12 anys d'esclavitud de Steve McQueen, que també s'endugué els premis de millor guió adaptat i actriu secundària.
Amercian Hustle va esdevenir el segon film consecutiu de David O. Russell en aconseguí nominacions en les quatre categoria interpretatives i el quinzé en la història dels premis. Així mateix, fou el tercer film amb 10 nominacions en no rebre cap estatueta. Steve McQueen es convertí en el primer director afroamericà en aconseguir el premi a millor pel·lícula i el tercer en rebre una nominació a millor direcció. Alfonso Cuarón es convertí en el primer mexicà en aconseguir el premi a millor direcció.
Amb la victòria de Matthew McConaughey i Jared Leto com a millor actor principal i secundari respectivament per Dallas Buyers Club de Jean-Marc Vallée aquest film es convertí en el quinzè que aconseguia aquest fet, en un any on tres pel·lícules més (American Husle, 12 anys d'esclavitud i The Wolf of Wall Street de Martin Scorsese) aconseguiren sengles nominacions. Cate Blanchett es convertí, amb la seva victòria com a millor actriu per Blue Jasmine de Woody Allen en la sisena actriu en aconseguir els Oscar a millor actriu principal i secundària al llarg de la seva carrera, i Lupita Nyong'o es convertí en la setzena intèrpret en aconseguir el premi Oscar en el seu debut, en aquesta ocasió com a millor actriu secundària per 12 anys d'esclavitud.

## Premis
A continuació es mostren les pel·lícules que varen guanyar i que estigueren nominades a l'Oscar l'any 2013:
| Millor pel·lícula | Millor director |
| --- | --- |
| - 12 anys d'esclavitud (Brad Pitt, Dede Gardner, Jeremy Kleiner, Steve McQueen i Anthony Katagas per a Fox Searchlight, Regency Enterprises, River Road Entertainment, Plan B Entertainment, New Regency, Film4 Productions) - American Hustle (Charles Roven, Richard Suckle, Megan Ellison i Jonathan Gordon per a Columbia Pictures, Atlas Entertainment i Annapurna Pictures) - Captain Phillips (Scott Rudin, Dana Brunetti i Michael De Luca per a Columbia, Michael De Luca Productions, Scott Rudin Productions i Trigger Street) - Dallas Buyers Club (Robbie Brenner i Rachel Winter per a Focus Features, Truth Entertainment i Voltage Pictures) - Gravity (Alfonso Cuarón i David Heyman per a Warner Bros., Esperanto Filmoj i Heyday Films) - Her (Megan Ellison, Spike Jonze i Vincent Landay per a Warner Bros., Entertainment Film Distributors, Annapurna Pictures) - Nebraska (Albert Berger i Ron Yerxa per a Paramount Vantage, Echo Lake Entertainment i FilmNation Entertainment) - Philomena (Gabrielle Tana, Steve Coogan i Tracey Seaward per a The Weinstein Co., Pathé, BBC Films, British Film Institute, Canal+, Cine+, Baby Cow Productions i Magnolia Mae Films) - The Wolf of Wall Street (Martin Scorsese, Leonardo DiCaprio, Joey McFarland i Emma Tillinger Koskoff per a Paramount, Red Granite Pictures, Appian Way Productions, Sikelia Productions i Emjag Productions) | - Alfonso Cuarón per Gravity - Steve McQueen per 12 anys d'esclavitud - Alexander Payne per Nebraska - David O. Russell per American Hustle - Martin Scorsese per The Wolf of Wall Street |
| Millor actor | Millor actriu |
| - Matthew McConaughey per Dallas Buyers Club com a Ron Woodroof - Christian Bale per American Hustle com a Irving Rosenfeld - Bruce Dern per Nebraska com a Woody Grant - Leonardo DiCaprio per The Wolf of Wall Street com a Jordan Belfort - Chiwetel Ejiofor per 12 anys d'esclavitud com a Solomon Northup | - Cate Blanchett per Blue Jasmine com a Jeanette "Jasmine" Francis - Amy Adams per American Hustle com a Sydney Prosser - Sandra Bullock per Gravity com a Dr. Ryan Stone - Judi Dench per Philomena com a Philomena Lee - Meryl Streep per Agost com a Violet Weston |
| Millor actor secundari | Millor actriu secundària |
| - Jared Leto per Dallas Buyers Club com a Rayon - Barkhad Abdi per Captain Phillips com a Abduwali Muse - Bradley Cooper per American Hustle com a Agent Richard "Richie" DiMaso - Michael Fassbender per 12 anys d'esclavitud com a Edwin Epps - Jonah Hill per The Wolf of Wall Street com a Donnie Azoff | - Lupita Nyong'o per 12 anys d'esclavitud com a Patsey - Sally Hawkins per Blue Jasmine com a Ginger - Jennifer Lawrence per American Hustle com a Rosalyn Rosenfeld - Julia Roberts per Agost com a Barbara Weston-Fordham - June Squibb per Nebraska com a Kate Grant |
| Millor guió original | Millor guió adaptat |
| - Spike Jonze per Her - Eric Warren Singer i David O. Russell per American Hustle - Woody Allen per Blue Jasmine - Craig Borten i Melisa Wallack per Dallas Buyers Club - Bob Nelson per Nebraska | - John Ridley per 12 anys d'esclavitud (sobre hist. de Solomon Northup) - Richard Linklater, Julie Delpy i Ethan Hawke per Abans del capvespre (sobre els personatges creats per Linklater i Kim Krizan) - Billy Ray per Captain Phillips (sobre hist. de Richard Phillips i Stephan Talty) - Steve Coogan i Jeff Pope per Philomena (sobre hist. de Martin Sixsmith) - Terence Winter per The Wolf of Wall Street (sobre hist. de Jordan Belfort)                                                     |
| Millor pel·lícula de parla no anglesa | Millor pel·lícula d'animació |
| - La grande bellezza de Paolo Sorrentino (Itàlia) - The Broken Circle Breakdown de Felix Van Groeningen (Bèlgica) - Jagten de Thomas Vinterberg (Dinamarca) - L'Image manquante de Rithy Panh (Cambodja) - Omar de Hany Abu-Assad (Palestina) | - Frozen: El regne del gel de Chris Buck i Jennifer Lee (directors); Peter Del Vecho (productor) - Els Croods de Kirk DeMicco i Chris Sanders (directors); Kristine Belson (productora) - Gru 2, el meu dolent preferit de Pierre Coffin i Chris Renaud (directors); Chris Meledandri (productor) - Ernest et Célestine de Benjamin Renner (director); Didier Brunner (productor) - El vent s'aixeca de Hayao Miyazaki (director); Toshio Suzuki (productor)                                           |
| Millor banda sonora | Millor cançó original |
| - Steven Price per Gravity - John Williams per The Book Thief - William Butler i Owen Pallett per Her - Alexandre Desplat per Philomena - Thomas Newman per Saving Mr. Banks | - Kristen Anderson-Lopez i Robert Lopez (música i lletra) per Frozen: El regne del gel ("Let It Go") - Pharrell Williams (música i lletra) per Despicable Me 2 ("Happy") - Karen Orzolek (música i lletra); Spike Jonze (lletra) Her ("The Moon Song") - Bono, The Edge, Adam Clayton i Larry Mullen (música); Bono (lletra) Mandela: Long Walk to Freedom ("Ordinary Love") - Bruce Broughton (música); Dennis Spiegel (lletra) per Alone Yet Not Alone ("Alone, Yet Not Alone") (nominació retirada) |
| Millor fotografia | Millor maquillatge |
| - Emmanuel Lubezki per Gravity - Philippe Le Sourd per The Grandmaster - Bruno Delbonnel per Inside Llewyn Davis - Phedon Papamichael per Nebraska - Roger Deakins per Presoners | - Adruitha Lee i Robin Mathews per Dallas Buyers Club - Stephen Prouty per Jackass Presents: Bad Grandpa - Joel Harlow i Gloria Pasqua-Casny per The Lone Ranger |
| Millor direcció artística | Millor vestuari |
| - Catherine Martin; Beverley Dunn per El gran Gatsby - Adam Stockhausen; Alice Baker per 12 anys d'esclavitud - Judy Becker; Heather Loeffler per American Hustle - Andy Nicholson; Rosie Goodwin i Joanne Woollard per Gravity - K. K. Barrett; Gene Serdena per Her | - Catherine Martin per El gran Gatsby - Patricia Norris per 12 anys d'esclavitud - Michael Wilkinson per American Hustle - William Chang per The Grandmaster - Michael O'Connor per The Invisible Woman |
| Millor muntatge | Millor so |
| - Alfonso Cuarón i Mark Sanger per Gravity - Joe Walker per 12 anys d'esclavitud - Jay Cassidy, Crispin Struthers i Alan Baumgarten per American Hustle - Christopher Rouse per Captain Phillips - John Mac McMurphy i Martin Pensa per Dallas Buyers Club | - Skip Lievsay, Niv Adiri, Christopher Benstead i Chris Munro per Gravity - Chris Burdon, Mark Taylor, Mike Prestwood Smith i Chris Munro per Captain Phillips - Christopher Boyes, Michael Hedges, Michael Semanick i Tony Johnson per The Hobbit: The Desolation of Smaug - Skip Lievsay, Greg Orloff i Peter F. Kurland per Inside Llewyn Davis - Andy Koyama, Beau Borders i David Brownlow per L'únic supervivent                                                                                 |
| Millors efectes visuals | Millor edició de so |
| - Tim Webber, Chris Lawrence, Dave Shirk i Neil Corbould per Gravity - Joe Letteri, Eric Saindon, David Clayton i Eric Reynolds per The Hobbit: The Desolation of Smaug - Christopher Townsend, Guy Williams, Erik Nash i Dan Sudick per Iron Man 3 - Tim Alexander, Gary Brozenich, Edson Williams i John Frazier per The Lone Ranger - Roger Guyett, Patrick Tubach, Ben Grossmann i Burt Dalton per Star Trek Into Darkness | - Glenn Freemantle per Gravity - Steve Boeddeker i Richard Hymns per All Is Lost - Oliver Tarney per Captain Phillips - Brent Burge i Chris Ward per The Hobbit: The Desolation of Smaug - Wylie Stateman per L'únic supervivent |
| Millor documental | Millor documental curt |
| - 20 Feet from Stardom de Morgan Neville, Gil Friesen i Caitrin Rogers - The Act of Killing de Joshua Oppenheimer i Signe Byrge Sørensen - Cutie and the Boxer de Zachary Heinzerling i Lydia Dean Pilcher - Dirty Wars de Richard Rowley i Jeremy Scahill - The Square de Jehane Noujaim i Karim Amer | - The Lady in Number 6: Music Saved My Life de Malcolm Clarke i Nicholas Reed - CaveDigger de Jeffrey Karoff - Facing Fear de Jason Cohen - Karama Has No Walls de Sara Ishaq - Prison Terminal: The Last Days of Private Jack Hall de Edgar Barens |
| Millor curtmetratge | Millor curt d'animació |
| - Helium d'Anders Walter i Kim Magnusson - Aquel no era yo de Esteban Crespo - Avant que de tout perdre de Xavier Legrand - Pitääkö mun kaikki hoitaa? de Selma Vilhunen i Kirsikka Saari - The Voorman Problem de Mark Gill i Baldwin Li | - Mr. Hublot de Laurent Witz i Alexandre Espigares - Feral de Daniel Sousa i Dan Golden - Get a Horse! de Lauren MacMullan i Dorothy McKim - Possessions de Shuhei Morita - Room on the Broom de – Max Lang i Jan Lachauer |

## Oscar honorífic

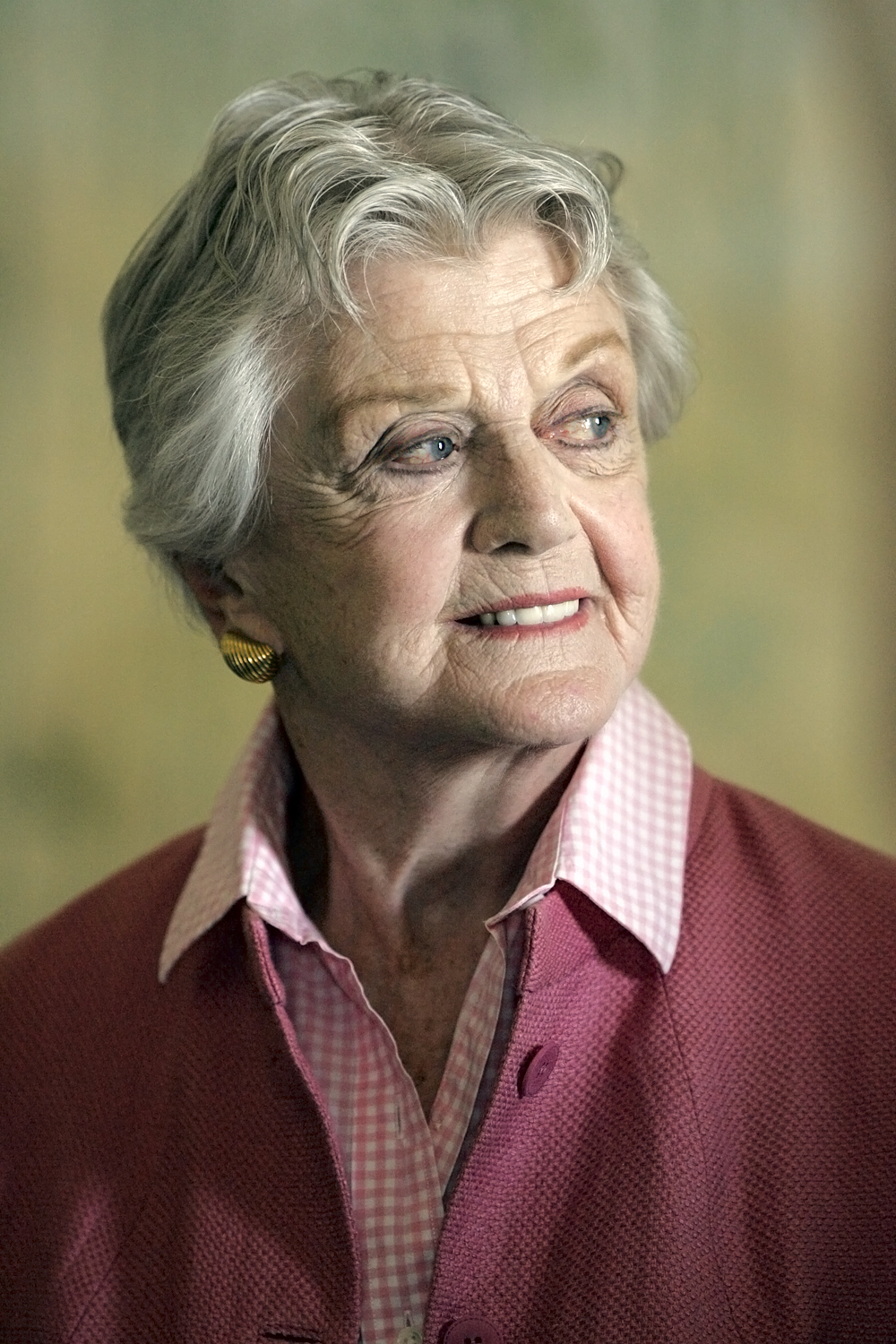
Angela Lansbury l'any 2013.

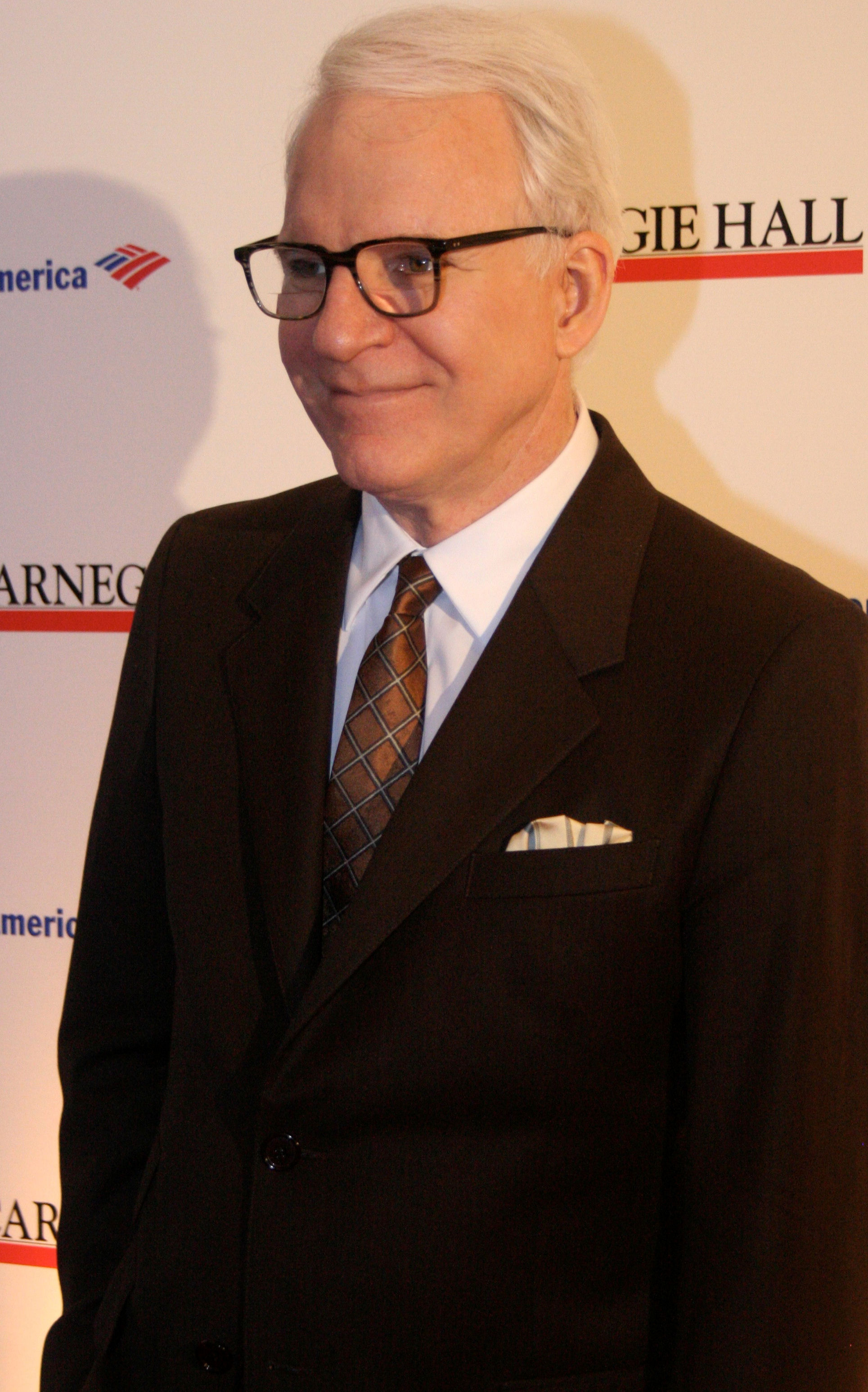
Steve Martin el 2011.

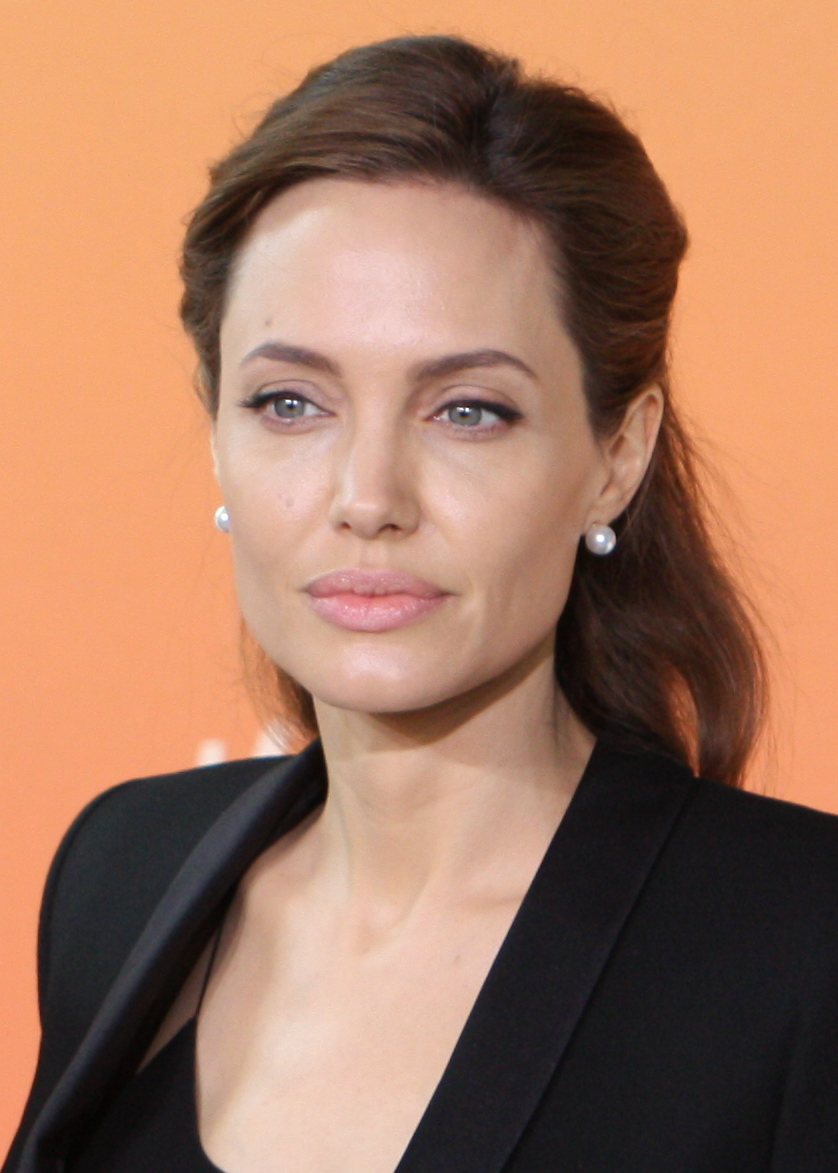
Angelina Jolie el 2014.

- Angela Lansbury — una icona d'entreteniment que ha creat alguns dels personatges més memorables del cinema, inspirant generacions d'actors [estatueta]
- Steve Martin  — en reconeixement dels seus talents extraordinaris i la inspiració única que ha portat a l'art de les pel·lícules. [estatueta]
- Piero Tosi — un visionari que amb els seus dissenys de vestits incomparables van donar forma a imatges de temps i de vida en moviment. [estatueta]

## Premi humanitari Jean Hersholt
- Angelina Jolie

## Presentadors
| Nom                                    | |
| -------------------------------------- | --- |
| Cedering Fox                           | Anunciador dels premis                                                                                              |
| Anne Hathaway                          | Millor actor secundari                                                                                              |
| Jim Carrey                             | Presentació d'un muntatge sobre herois animats                                                                      |
| Kerry Washington                       | Introducció a la interpretació de la cançó nominada "Happy"                                                         |
| Samuel L. Jackson i Naomi Watts        | Millor vestuari i millor maquillatge i perruqueria                                                                  |
| Harrison Ford                          | Presentació de les pel·lícules nominades American Hustle, Dallas Buyers Club i The Wolf of Wall Street              |
| Channing Tatum                         | Introducció als sis guanyadors del concurs "Team Oscar contest"                                                     |
| Matthew McConaughey i Kim Novak        | Millor curtmetratge d'animació i millor pel·lícula d'animació                                                       |
| Sally Field                            | Presentació d'un muntatge sobre herois reals                                                                        |
| Joseph Gordon-Levitt i Emma Watson     | Millores efectes visuals                                                                                            |
| Zac Efron                              | Introducció a la interpretació de la cançó nominada "The Moon Song"                                                 |
| Kate Hudson i Jason Sudekis            | Millor curtmetratge i millor curtmetratge documental                                                                |
| Bradley Cooper                         | Millor documental                                                                                                   |
| Kevin Spacey                           | Presentació dels Oscar Honorífics i del Premi Humanitari Jean Hersholt atorgats                                     |
| Viola Davis i Ewan McGregor            | Millor pel·lícula de parla no anglesa                                                                               |
| Tyler Perry                            | Presentació de les pel·lícules nominades Nebraska, Her i Gravity                                                    |
| Brad Pitt                              | Introducció a la interpretació de la cançó nominada "Ordinary Love"                                                 |
| Kristen Bell i Michael B. Jordan       | Permis Científics i Tècnics i Premi Gordon E. Sawyer                                                                |
| Chris Hemsworth i Charlize Theron      | Millor so i millor edició de so                                                                                     |
| Christoph Waltz                        | Millor actriu secundària                                                                                            |
| Cheryl Boone Isaacs (presidenta AMPAS) | Anunci de la creació del Museu de l'Acadèmia amb obertura l'any 2017                                                |
| Amy Adams i Bill Murray                | Millor fotografia                                                                                                   |
| Anna Kendrick i Gabourey Sidibe        | Millor muntatge |
| Whoopi Goldberg                        | Homenatge al El màgic d'Oz en el seu 75è aniversari i introducció a la interpretació de la cançó "Over the Rainbow" |
| Benedict Cumberbatch i Jennifer Garner | Millor direcció artística                                                                                           |
| Chris Evans                            | Presentació d'un muntatge sobre superheoris                                                                         |
| Glenn Close                            | Prsentació del tribut "In Memoriam"                                                                                 |
| Goldie Hawn                            | Presentació de les pel·lícules nominades Philomena, Captain Phillips i 12 anys d'esclavitud                         |
| John Travolta                          | Introducció a la interpretació de la cançó nominada "Let It Go"                                                     |
| Jessica Biel i Jamie Foxx              | Millor banda sonora i millor cançó original                                                                         |
| Penélope Cruz i Robert De Niro         | Millor guió adaptat i millor guió original                                                                          |
| Angelina Jolie i Sidney Poitier        | Millor direcció |
| Daniel Day-Lewis                       | Millor actriu |
| Jennifer Lawrence                      | Millor actor |
| Will Smith                             | Millor pel·lícula                                                                                                   |

### Actuacions
| Nom                   | Paper                        | Peça                                                                                     |
| --------------------- | ---------------------------- | ---------------------------------------------------------------------------------------- |
| William Ross          | Arranjador musical Conductor | Orquestra                                                                                |
| Pharrell Williams     | Intèrpret                    | "Happy" de Despicable Me 2                                                               |
| Karen O i Ezra Koenig | Intèrprets                   | "The Moon Song" de Her                                                                   |
| U2                    | Intèrprets                   | "Ordinary Love" de Mandela: Long Walk to Freedom                                         |
| Pink                  | Intèrpret                    | "Over the Rainbow" com a part del tribut pel 75è aniversari de l'estrena d'El màgic d'Oz |
| Bette Midler          | Intèrpret                    | "Wind Beneath My Wings" durant el tribut In Memoriam                                     |
| Idina Menzel          | Intèrpret                    | "Let It Go" de Frozen: El regne del gel                                                  |

## Resum
| Pel·lícula                          | Candidatures | Premis |
| ----------------------------------- | ------------ | ------ |
| American Hustle                     | 10           | 0      |
| Gravity                             | 10           | 7      |
| 12 anys d'esclavitud                | 9            | 3      |
| Captain Phillips                    | 6            | 0      |
| Dallas Buyers Club                  | 6            | 3      |
| Nebraska                            | 6            | 0      |
| Her                                 | 5            | 1      |
| The Wolf of Wall Street             | 5            | 0      |
| Philomena                           | 4            | 0      |
| Blue Jasmine                        | 3            | 1      |
| The Hobbit: The Desolation of Smaug | 3            | 0      |
| Agost                               | 2            | 0      |
| Despicable Me 2                     | 2            | 0      |
| Frozen: El regne del gel            | 2            | 2      |
| The Grandmaster                     | 2            | 0      |
| El gran Gatsby                      | 2            | 2      |
| Inside Llewyn Davis                 | 2            | 0      |
| The Lone Ranger                     | 2            | 0      |
| Lone Survivor                       | 2            | 0      |
| Iron Man 3                          | 1            | 0      |